# 古爾貝內足球俱樂部
古爾貝內足球协会是拉脱維亞古爾贝内的一家足球俱樂部。球隊在2015年赛季升入拉脫維亞超級足球聯賽。然而由于涉嫌打假球，俱乐部被超级联赛开除，成绩也被取消。

## 外部連結
- （拉脱维亚文） （俄文） （英文） Official website （页面存档备份，存于）
- （拉脱维亚文） （英文） Official Latvian Football Federation website（页面存档备份，存于）
- Transfermarkt profile （页面存档备份，存于）